# Paris Express
Paris Express (Coursier) è un film del 2010 diretto da Hervé Renoh e con protagonisti Michaël Youn, Géraldine Nakache e Jimmy Jean-Louis.

## Trama
Parigi: Samuel Skjqurilngskwicz, detto Sam, è un giovane corriere espresso che, per effettuare il prima possibile le sue consegne, sfreccia con il suo scooter per le strade della capitale, infrangendo anche numerose regole del codice stradale. Nonostante il suo impegno nel lavoro, il suo capo non è comunque mai soddisfatto del suo operato. Nel giorno del matrimonio della sorella di Nadia, la sua fidanzata, al quale deve partecipare per risanare il rapporto con quest'ultima, il suo capo gli affida il compito di consegnare un pacco dal contenuto pericoloso e le cose per lui si complicano notevolmente.

## Distribuzione
Il film è stato proiettato in anteprima assoluta nei cinema francesi a partire dal 24 febbraio 2010, mentre in Italia è stato mandato in onda in prima visione su Rai 4 il 9 gennaio 2012.